# Централен цигански театър „Рома“
Централният цигански театър „Рома“ е театър в София, България, съществувал за кратко през 1948 – 1949 година.
Създаден е от циганската културна организация „Екипе“ и с активното участие на нейния председател Шакир Пашов, който успява да издейства държавна субсидия от диктатора Георги Димитров. Той се опитва да следва модела на съветския цигански театър „Ромен“, но дейността му е спъвана от постоянни финансови и кадрови проблеми. Театърът няма собствена сграда и основната част от бюджета му отива за наем на помещения. Художествен ръководител на театъра е Яшар Маликов, а диригент на оркестъра е известният музикант Пейо Будаков. В работата му се включва и Мустафа Алиев, който по това време следва режисура. Театърът поставя поредица от пиеси, сред които „Цигани“ по Александър Пушкин, „Циганска рапсодия“ от Александър Гиргинов, „Героична поема“ от Иван Ром-Лебедев, „Песен за прослава“ от Константин Фин, „Ново племе“ от В. Хрустальов.
След смъртта на Георги Димитров и временното изпадане в немилост на Шакир Пашов театърът е подложен на остри критики от властите, които го обвиняват в ниски художествени и пропагандни качества на неговите постановки. През 1949 година бюджетът му е рязко намален и той е преобразуван в непрофесионална трупа.